# Hungrybox
Juan Manuel DeBiedma (nascido em 21 de junho de 1993), também conhecido como Hungrybox (ou abreviado como Hbox), é um jogador profissional argentino-americano de Super Smash Bros. Melee de Orlando, Flórida. Ele é um dos "Cinco Deuses" do Melee junto com Jason "Mew2King" Zimmerman, Joseph "Mango" Marquez, Adam "Armada" Lindgren, e Kevin "PPMD" Nanney Juan ganhou vários torneios importantes, incluindo o Apex 2010 e a EVO 2016. Ele é amplamente considerado o melhor jogador de Jigglypuff do mundo e vem se classificando entre os cinco primeiros do mundo todo ano, desde quando as classificações formais começaram em 2013. Ele alcançou o segundo lugar em 2015 e 2016, e ganhou mais dinheiro em sua vida jogando Melee do que qualquer pessoa, com exceção de Adam "Armada" Lindgren. Juan também jogou Super Smash Bros. for Wii U e joga Super Smash Bros. Ultimate. Ele é um membro do Team Liquid e tem um canal no YouTube com mais de 80 mil inscritos.

## Carreira
Hungrybox diz que ele "se tornou bom usando truques" e que suas mãos não são rápidas o suficiente para habilidades técnicas. Em 2009, DeBiedma ficou em 3º no GENESIS 1, a sua primeira alta colocação em um torneio nacional. Mais tarde naquele ano ele venceu o seu primeiro torneio no Revival of Melee 2. Hungrybox continuou a avançar bastante em torneios, muitas vezes, terminando em 2º e 5º. Em 2014, ele ficou entre os três primeiros colocados em nove torneios de Melee, incluindo uma vitória no Fight Pitt V e vice-campeão na EVO 2014. Hungrybox acredita que ele ganhou mais respeito nos últimos anos por jogar com uma personagem que antes era considerada pouco viável no âmbito profissional. Em 2015, Juan conquistou sua primeira vitória nacional no ano ao vence o Paragon após derrotar facilmente Jason "Mew2King" Zimmerman na grande final.
Em 3 de julho de 2013, DeBiedma foi contratado pelo CLASH Tournaments ao lado de Aziz "Hax" Al-Yami. Em 17 de Abril de 2014, Hungrybox saiu do CLASH Tournaments e se juntou ao Team Curse. Em 6 de Janeiro de 2015, Team Curse anunciou que iria se fundir com o Team Liquid. Por causa da fusão, DeBiedma foi contratado pelo Team Liquid ao lado de seu companheiro de time Kashan "Chillin" Khan, se juntando a Ken e KoreanDJ.
No Reddit,  o jogador de Super Smash Bros Melee Joseph "Mango" e Juan "Hungrybox" se envolveram numa briga proveniente de um Pergunte-Me Qualquer coisa que Mango fez em junho de 2013. DeBiedma diz que Marquez, apesar de ser o melhor jogador do mundo no momento, era muito imaturo e disse que Mango, de alguma forma, colocou toda a comunidade de Smash contra ele. No final, Hungrybox disse que ele só gostaria de um pouco de respeito de Mango. Este o respondeu dizendo que embora ele tenha respeito por Juan fora da comunidade Smash, ele não tem nenhum respeito por ele quando está jogando. Ele disse: "..eu acho que você não é um Deus e sim um demônio (trecho adaptado). Você aprendeu um truque e abusou dele.. Você nunca se adaptou a nada.. Você é ruim no jogo e se você quer me calar, me derrote consistentemente cara, e isso vai mudar."
Em 2015, Juan jogou um 1x1 de Super Smash Bros para Wii U, contra o presidente da Nintendo of America, Reggie Fils-Aime, no Nintendo World Championships de 2015. Os dois haviam marcado uma partida de exibição no ano anterior durante o Super Smash Bros. Invitational na E3 de 2014. Hungrybox usou a Jigglypuff enquanto Reggie usou Ryu de Street Fighter. DeBiedma ganhou a partida quase sem esforço.
Em agosto de 2015 DeBiedma anunciou que ele estaria tornando-se menos ativo no Smash competitivo pois ele havia iniciado a sua carreira como engenheiro. O Paragon Los Angeles foi o seu primeiro torneio depois da EVO. Ele terminou em 3º no Melee depois de ser eliminado por Mew2King por um placar de 3 a 2. Em novembro Hbox ganhou o torneio individual de Melee da Dreamhack Winter 2015 derrotando Armada por 3 a 1 no segundo jogo da final depois de ter perdido por 3 a 0 no primeiro set, e ganhou o torneio de duplas com Axe, batendo Shroomed e MacD, por 3 a 1 na final.
Em 17 de julho de 2016, Hungrybox tornou-se o Campeão de Super Smash Bros Melee da Evolution Championship Series de 2016, considerado o maior evento de jogos de luta, batendo Armada na grande final. Juan foi para o grupo dos perdedores depois de perder as semifinais dos vencedores para Justin "Plup" McGrath, mas conseguiu traçar o seu caminho de volta até a Grande Final contra Armada, depois de eliminar S2J, Mango, e Plup. A final se deu com Armada jogando com Fox e Hungrybox com Jigglypuff. Hungrybox ganhou duas vezes consecutivas no melhor de cinco sets, ambos os sets com um resultado de 3 a 2.

## Vida pessoal
DeBiedma nasceu na Argentina em 21 de Junho de 1993. Ele terminou o ensino médio em 2011 na Freedom High School em Orlando e se graduou na Universidade da Florida em Engenharia Química em 2015.  No mesmo ano que se graduou ele começou a trabalhar como engenheiro de processamento na empresa Henkel. Em 2016, depois de uma performance fraca no The Big House 6, DeBiedma saiu do seu emprego na Henkel para se dedicar full-time a sua carreira de eSports. Ele faz streamings ao vivo da série Smash Bros. no Twitch.tv, e depois os envia para o seu canal no YouTube, onde tem mais de 180 mil inscritos.
Em uma entrevista, depois de ganhar a DreamHack Winter 2015, Hungrybox revelou que seu pai biológico havia morrido.
Em 15 de agosto de 2017, depois de mais de 20 anos de moradia, DeBiedma tornou-se um cidadão americano.

## Colocações em torneios

### Super Smash Bros. Melee
| Torneio                     | Data                                    | Colocação 1x1 | Colocação 2x2 | Parceiro        |
| --------------------------- | --------------------------------------- | ------------- | ------------- | --------------- |
| Revival of Melee            | 7 a 8 de Março de 2009                  | 7º            | 4º            | Colbol          |
| GENESIS                     | 10 a 12 de Julho de 2009                | 3º            | 13º           | Hax             |
| Revival of Melee 2          | 21 a 22 de Novembro de 2009             | 1º            | 4º            | Cactuar         |
| Pound 4                     | 16 a 18 de Janeiro de 2010              | 2º            | 17º           | Uuaa            |
| Apex 2010                   | 6 a 8 de Agosto de 2010                 | 1º            | 4º            | Hax             |
| Revival of Melee 3          | 20 a 21 de Novembro de 2010             | 5º            | 2º            | Hax             |
| Pound V                     | 19 a 21 de Fevereiro de 2011            | 3º            | 3º            | Hax             |
| GENESIS 2                   | 15 a 17 de Julho de 2011                | 4º            | 2º            | Hax             |
| Apex 2012                   | 6 a 8 de Janeiro de 2012                | 2º            | 2º            | Plup            |
| Zenith 2012                 | 26 a 27 de Maio de 2012                 | 4º            | 3º            | Hax             |
| IMPULSE                     | 30 de Junho e 1ª de Julho de 2012       | 3º            | 2º            | Kage            |
| MELEE-FC10R Legacy          | 12 a 14 de Agosto de 2012               | 2º            | 2º            | Chillin         |
| The Big House 2             | 6 a 7 de Outubro de 2012                | 2º            | 2º            | Chillin         |
| Apex 2013                   | 11 a 13 de Janeiro de 2013              | 5º            | 2º            | Plup            |
| Zenith 2013                 | 1ª de Junho de 2013                     | 2º            | 2º            | DoH             |
| EVO 2013                    | 12 a 14 de Julho de 2013                | 3º            | 1º            | Mew2King        |
| The Big House 3             | 12 a 13 de Outubro de 2013              | 2º            | 1º            | Mew2King        |
| Revival of Melee 6          | 16 a 17 de Novembro de 2013             | 2º            | 1º            | Mew2King        |
| Apex 2014                   | 17 a 19 de Janeiro de 2014              | 5º            | 3º            | Plup            |
| Shuffle V                   | 22 a 23 de Fevereiro de 2014            | 2º            | 1º            | Mew2King        |
| Revival of Melee 7          | 8-9 de Março de 2014                    | 3º            | 2º            | Darc            |
| CEO 2014 Prologue           | 28-29 de Março de 2014                  | 1º            | —             | —               |
| Get On My Level 2014        | 10-11 de Maio de 2014                   | 2º            | 1º            | Mew2King        |
| Pat's House 2               | 24-25 de Maio de 2014                   | 2º            | 1º            | Mew2King        |
| MLG Anaheim 2014            | 20 a 22 de Junho de 2014                | 7º            | 5º            | Plup            |
| CEO 2014                    | 27 a 29 de Junho de 2014                | 3º            | 2º            | Plup            |
| EVO 2014                    | 11 a 13 de Julho de 2014                | 2º            | 1º            | Plup            |
| Smash the Record            | 22 a 25 de Agosto de 2014               | 1º            | 1º            | Plup            |
| Tipped Off 10               | 20 a 21 de Setembro de 2014             | 1º            | 1º            | Plup            |
| The Big House 4             | 4-5 de Outubro de 2014                  | 9º            | 2º            | Plup            |
| Luta Pitt V                 | 1ª de Novembro de 2014                  | 1º            | 1º            | Colbol          |
| Forte 2                     | 20-21 de Dezembro de 2014               | 1º            | 2º            | Arco            |
| Paragon 2015                | 17-18 de Janeiro de 2015                | 1º            | 1º            | Plup            |
| Apex 2015                   | 30 de Janeiro a 1º de Fevereiro de 2015 | 5th           | 1st           | Mew2King        |
| Bad Moon Rising             | 14 a 15 de Março de 2015                | 1º            | 1º            | DoH             |
| MVG Sandstorm               | 18 e 19 de Abril de 2015                | 4º            | 3º            | Silly Kyle      |
| Press Start                 | 9 e 10 de Maio de 2015                  | 4º            | 1º            | Mew2King        |
| Get On My Level 2015        | 30 e 31 de Maio de 2015                 | 1º            | 1º            | Hax             |
| CEO 2015                    | 26 a 28 de Junho de 2015                | 5º            | 2º            | Leffen          |
| EVO 2015                    | 17 a 19 de Julho de 2015                | 2º            | 3º            | Plup            |
| Paragon Los Angeles         | 5-6 de Junho de 2015                    | 3º            | —             | —               |
| MLG World Finals 2015       | 16 a 18 de Outubro de 2015              | 1º            | —             | —               |
| Dreamhack Winter 2015       | 26 a 28 de Novembro de 2015             | 1º            | 1º            | Axe             |
| GENESIS 3                   | 15 a 17 de Janeiro de 2016              | 3º            | 4º            | Axe             |
| PAX Arena                   | 29 a 31 de Janeiro de 2016              | 1º            | 2º            | Mew2King        |
| Batalha dos Cinco Deuses    | 17 a 19 de Março de 2016                | 1º            | —             | —               |
| Pound 6                     | 2-3 de Abril de 2016                    | 1º            | —             | —               |
| Smash Summit 2              | 21 a 24 de Abril de 2016                | 2º            | 2º            | Plup            |
| Enthusiast Gaming Live Expo | 29 de Abril a 1 de Maio de 2016         | 1º            | 2º            | Leffen          |
| DreamHack Austin 2016       | 6 a 8 de Maio de 2016                   | 2º            | —             | —               |
| Get On My Level 2016        | 20 a 22 de Maio de 2016                 | 3º            | 3º            | Leffen          |
| Smash'N'Splash 2            | 11-12 de Junho de 2016                  | 1º            | 5º            | Wobbles         |
| Low Tier City 4             | 18 a 19 de Junho de 2016                | 1º            | 2º            | ESAM            |
| CEO 2016                    | 24-25 de Junho de 2016                  | 1º            | 1º            | Mew2King        |
| WTFox 2                     | 1º de Julho de 2016                     | 5º            | 4º            | Iori            |
| EVO 2016                    | 15 a 17 de Julho de 2016                | 1º            | 2º            | Mew2King        |
| Super Smash Con 2016        | 11 a 14 de Agosto de 2016               | 2º            | —             | —               |
| Shine 2016                  | 26 a 28 de Agosto de 2016               | 4º            | —             | —               |
| The Big House 6             | 7 a 9 de Outubro de 2016                | 5º            | 5º            | Mew2King        |
| Copa do Canadá 2016         | 28 a 30 de Outubro de 2016              | 2º            | —             | —               |
| Smash Summit 3              | 3 a 6 de Novembro de 2016               | 2º            | 5º            | Plup            |
| UGC Open                    | 2 a 4 de Dezembro de 2016               | 3º            | 4º            | Mew2King        |
| Don't Park On The Grass     | 17-18 de Dezembro de 2016               | 2º            | 3º            | Swedish Delight |
| GENESIS 4                   | 20 a 22 de Janeiro de 2017              | 4º            | 5º            | Mew2King        |
| Smash Summit Spring 2017    | 2 a 5 de Março de 2017                  | 2º            | 5º            | Axe             |

### Super Smash Bros. for Wii U
| Torneio                        | Data                     | Colocação 1x1 | Colocação 2x2 | Parceiro |
| ------------------------------ | ------------------------ | ------------- | ------------- | -------- |
| Super Smash Bros. Invitational | 10 de junho de 2014      | 2º            | —             | —        |
| CEO 2015                       | 26 a 28 de Junho de 2015 | 97º           | 3º            | ZeRo     |
| FC Smash 15XR: Return          | 4 a 5 de Julho de 2015   | 17            | 2º            | ZeRo     |
| WTFox 2                        | 1º a 3 de Julho de 2016  | 25            | —             | —        |

### Super Smash Bros. para 3DS
| Torneio       | Data                        | Colocação 1x1 | Colocação 2x2 | Parceiro |
| ------------- | --------------------------- | ------------- | ------------- | -------- |
| Tipped Off 10 | 20 e 21 de Setembro de 2014 | 3º            | —             | —        |
| Fight Pitt V  | 1º e 2 de Novembro de 2014  | 4º            | —             | —        |